# آریستید

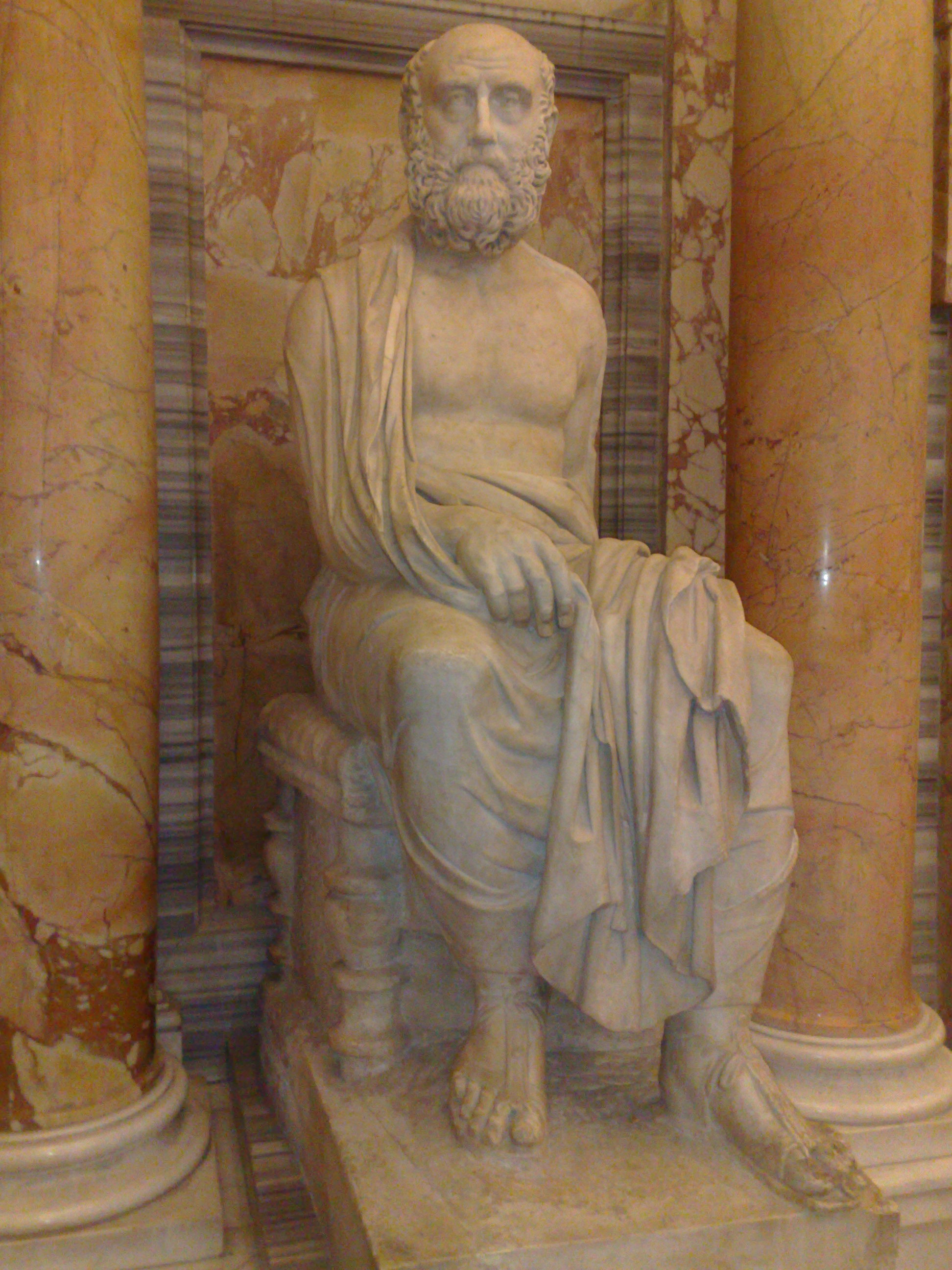
آریستید

آریستید (به یونانی: Ἀριστείδης) و (به انگلیسی: Aristides)(زاده:۵۴۰ قبل از میلاد در آتن، درگذشت:۴۶۸ قبل از میلاد) سردار و مرد سیاسی بزرگ آتن بود که لقب عادل داشت.

## زندگی‌نامه
آریستید در حدود سال ۵۴۰ قبل از میلاد در آتن به دنیا آمد. پدرش لیزیماخوس نام داشت. رفتارهای عادلانه او و امانت تامّی که در ادارهٔ مالیهٔ یونان به خرج داد، سبب شد که لقب عادل پیدا کند. وی علاوه بر ورود به سیاست، یک سردار جنگ نیز بود و از جمله در جریان جنگ مشهور ماراتون افتخارات بسیاری کسب کرد. با این وجود وی رقیبی سرسخت به نام تمیستوکل داشت که به تحریک همین رقیب در سال ۴۸۴ قبل از میلاد آریستید را به خارج از آتن تبعید کردند. (به بخش تبعید در ذیل مراجعه شود)
اما از تبعید آریستید چندی بیش نگذشته بود که او را دوباره به آتن دعوت کردند. وی پس از بازگشت به آتن، با رقیب خویش تمیستوکل آشتی کرد.
از جمله کارهای جالب آریستید که در تاریخ هم ثبت شده‌است، این بود که: زمانی آریستید قانونی به مجلس داده بود و مجلس یونان قرار بود این قانون را به رأی بگذارد، اما درست در لحظه‌ای که قرار بود رأی گیری انجام شود ناگهان آریستید وارد مجلس شد و با صدای بلند خطاب به نمایندگان فریاد زد: «دست نگه دارید که قانون من غلط است!.»
یکی از گفته‌های جالب آریستید هم این بود که در مورد خود و رقیبش تمیستوکل، که غالباً با یکدیگر عقاید مخالف و مقابل داشتند، گفته بود: «آتن وقتی منظم خواهد شد که آریستید و تمیستوکل را در چاه باراتر (پرتگاه مخوفی که محکومین مرگ را در آنجا واژگون می‌ساختند) بیندازند!»
آریستید سرانجام در سال ۴۶۸ قبل از میلاد درگذشت.

## مشاغل
آریستید هم یک سیاستمدار و هم یک سردار نظامی بود، اما با این وجود، مالیهٔ یونان برای سالیان مدید تحت ریاست او بود و او با نهایت درستکاری و امانتداری مالیه یونان را اداره می‌کرد. طوریکه وقتی او در سال ۴۶۸ قبل از میلاد درگذشت، در نهایت تنگدستی و فقر بود و از خود ثروتی برجای نگذاشت.

## تبعید
در سال ۴۸۴ قبل از میلاد و به روایتی در سال ۴۸۲ قبل از میلاد، به تحریک تمیستوکل که رقیب آریستید بود، او را به نقطه‌ای دوردست تبعید کردند.
در آتن آن روزگار برای تبعید یا نفی بلد اشخاص از عموم مردم رأی گیری به عمل می‌آمد و مردم موظف بودند که در روزی معین برای رای‌گیری حاضر شده و نام فرد مورد نظر را بر روی سفال یا صدف‌هایی بنویسند و آن‌ها را به محلی که برای اجتماع عمومی در نظر گرفته شده بود و بدان آگورا می‌گفتند، ببرند و آن را به صندوق مخصوص بیندازند. در آگورا مأمورین مخصوص تعداد مردمی که سفال یا صدف در دست داشتند را می‌شمردند و اگر تعداد آن‌ها از شش هزار نفر کمتر بود، تبعید که بدان استراسیزم می‌گفتند، صورت عمل به خود نمی‌گرفت.
معروف است که چون در باب تبعید آریستید از مردم رأی می‌خواستند، مردی روستایی در راه به آریستید برخورد و چون او را نمی‌شناخت و نوشتن نیز نمی‌توانست، از او خواست که موافقتش با تبعید آریستید را برایش بنویسد. سردار آتنی (آریستید) از مرد روستایی پرسید: «آیا هرگز تا به حال آریستید را دیده‌ای؟»، مرد روستایی پاسخ داد: «نه! هرگز او را ندیده‌ام، ولی از بس از عدل و انصاف او حرف زده‌اند، خسته شده‌ام!...»
بعد از این مکالمه، به هر حال مرد روستایی اصرار کرد که حتماً اسم آریستید را بنویسد، پس آریستید نام خود را برای تبعید روی تکّه سفالی نوشت و بدست او داد تا مرد روستایی آن را به صندوق بیندازد!
گویند روزی که آریستید، آتن را به مقصد تبعیدگاه ترک می‌کرد، در لحظه خروج از شهر دعا کرده بود: «خدا کند که دیگر آتنی‌ها مجبور نشوند از آریستید یاد کنند!»

## مباحث مرتبط
- نبرد ماراتون
- استراسیزم
- یونان باستان